# 袁同禮
袁同禮（Yuan, Tung-li，1895年3月23日—1965年2月6日），字守和。中國河北徐水縣孤莊營村人，出生於北京，是美籍華裔圖書館學家與目錄學家，被認為是中國現代圖書館事業的先驅。主持國立北平圖書館二十餘年。

## 生平
袁同禮於1895年3月23日出生於北京，1916年畢業於北京大學，並進入清華學校圖書館（今清華大學圖書館）參考部工作。他於1917年升任為清華學校圖書館主任，並於1918年獲選為北京圖書館協會會長。1920年，他前往美國哥倫比亞大學進修，獲得文學學士學位，之後入紐約州立圖書館專科學校學習，獲得圖書館學學士學位。1923年畢業之後前往歐洲各國考察圖書館與博物館。1924年回到中國，於北京大學擔任圖書館主任，並兼講授目錄學。同年前往廣州擔任廣東大學的圖書館館長，並獲選為中華圖書館協會書記。
1948年12月中，北平遭解放軍進攻，21日，袁守和同梅月涵和李書華前往南京。1949年，袁同禮赴美國，先後在美國國會圖書館和斯坦福大學研究所工作。9月19日，聯合國教科文組織第四次大會在巴黎舉行，作為中國代表團成員赴會。1964年，被診斷出胰臟癌。1965年，在華盛頓去世。

## 著作
- 《永樂大典考》(1924)﹑
- 《清代私家藏書概略》(1926)﹑
- 《明代私家藏書概略》(1927)﹑
- 《宋代私家藏書概略》(1928)﹑
- 《中國音樂書舉要》(1928)﹑
- 《China in Western Literature》（西文漢學書目）(1958)﹑
- 《俄文漢學書目》(1961)﹑
- 《中國經濟社會發展史目錄》(1963)
- 《袁同礼文集》
- 《袁同礼著书目汇编》

## 延伸閱讀
- 温国强，〈袁同礼与《西方文献中之中国》[永久]〉，《上海高校图书情报学刊》2002年12卷4期 48-51页
- 吴效华，〈我国现代图书馆事业的先驱--袁同礼[永久]〉，《河南图书馆学刊》2002年04期
- 宋凤英，〈袁同礼与北京图书馆〉，《文史月刊》　2007年第3期
- 焦树安，〈将毕生精力贡献给中国图书馆事业的袁同礼[永久]〉，《国家图书馆学刊》2001年02期

## 外部連結
- 袁同禮[永久]於中國大百科全書